# Foveolatacris qinghaiensis
Foveolatacris qinghaiensis är en insektsart som först beskrevs av Yin, X.-c. 1984.  Foveolatacris qinghaiensis ingår i släktet Foveolatacris och familjen gräshoppor. Inga underarter finns listade i Catalogue of Life.